# Ultima
Ultima è una serie di videogiochi di ruolo (RPG) di ambientazione fantasy, prodotti dalla Origin Systems. Il progetto della serie si deve Richard Garriott (alias "Lord British"). Molti giochi della serie sono considerati gli ispiratori del genere RPG. Al giorno d'oggi la Electronic Arts ne detiene i diritti.

## Trama
Ultima narra la storia di un eroe chiamato dal re di un mondo fantastico (conosciuto come Sosaria, più tardi come regno di Britannia) ogniqualvolta si presentano delle difficoltà. Il Re di quel mondo ha il nome di Lord British, e le sue richieste portano su Sosaria uno straniero che abita sulla Terra. Col passare del tempo, questo eroe attraverserà numerose avventure e combatterà molte entità malvagie (sia in Britannia che in altri mondi), e conquisterà il titolo di Avatar, diventando l'incarnazione delle Virtù.
La serie di Ultima è divisa in tre parti. I primi tre giochi (Ultima I-III), sono la trilogia della Età oscura sono dei tipici giochi fantasy del tipo "uccidi il cattivo". Gli antagonisti risiedono nei propri castelli, ma hanno evocato legioni di mostri a difenderli; il protagonista deve sconfiggerli, ma ha la possibilità anche di rubare e uccidere a sua volta. I giochi seguenti (Ultima IV-VI), sono la trilogia della Età della luce che aggiungono uno straordinario elemento morale nel gioco. Il personaggio deve attenersi alle otto virtù: onestà, compassione, valore, giustizia, sacrificio, onore, spiritualità e umiltà. Le otto virtù sono strettamente connesse al concetto Indù di "Avatarhood", che comprende sedici sentieri di purificazione, dei quali l'ultimo porta all'unione con Dio (dal 'the Official Book of Ultima' di Shay Addams.) I tre principî di Verità, Amore e Coraggio richiamano le avventure dello Spaventapasseri, dell'Uomo di latta e del Leone codardo ne Il mago di Oz; anche se Garriott nega quella fonte di ispirazione. I tre principî sono anche collegati nel gioco ai simboli della Campana (Campana del Coraggio), del Libro (Libro della Verità) e della Candela (Candela dell'Amore), che sono gli oggetti comunemente usati nella messa cattolica. In generale, i giochi di Ultima prendono i propri simboli da differenti culture e religioni. La terza e ultima trilogia (Ultima VII-IX), detta "Età del caos" (anche conosciuta come La saga del Guardian), mette l'Avatar contro una divinità che incarna l'opposto delle virtù, il Guardian.
Ultima I-V furono originariamente distribuiti per la famiglia di computer Apple II. Tutti i giochi da Ultima VI in poi furono distribuiti su piattaforma IBM PC. Ultima fu portato su numerose altre piattaforme, compreso Atari 8-bit (Ultima I-IV), Atari ST (Ultima II-VI), Commodore 64 (Ultima I-VI), Commodore Amiga (Ultima III-VI, VII Part 1) e IBM PC (Ultima I-V).
I giochi di Ultima sono anche famosi per i gadget che si possono trovare nelle scatole. Da Ultima II in poi, ogni Ultima veniva accompagnato da una mappa in stoffa del mondo. Cominciando da Ultima IV, nella confezione si trovavano piccoli oggetti come pendenti, monete e pietre magiche. Fatti di metallo o di vetro, rappresentavano spesso un oggetto importante anche all'interno del gioco.
Il creatore, Richard Garriott, non detiene più i diritti del gioco, e non partecipa alla produzione, nonostante detenga i diritti di molti personaggi della serie. Non è quindi possibile per Richard Garriott o per la EA produrre un gioco della serie di Ultima senza il permesso dell'altro.

## I giochi

### Serie originale

#### L'età oscura
- Ultima I: The First Age of Darkness (1981)
- Ultima II:The Revenge of the Enchantress (1982)
- Ultima III: Exodus (1983)

#### L'età della luce
- Ultima IV: Quest of the Avatar (1985)
- Ultima V: Warriors of Destiny (1988)
- Ultima VI: The False Prophet (1990)

#### L'età del caos (Saga del Guardian)
- Ultima VII: The Black Gate (1992)
- Ultima VII: Forge Of Virtue (pacchetto espansione) (1993)
- Ultima VII Part 2: Serpent Isle (1993)
- Ultima VII Part 2: The Silver Seed (pacchetto espansione) (1993)
- Ultima VIII: Pagan (con pacchetto voce) (1994)
- Ultima IX: Ascension (1999)

### Ultima Online
È un MMORPG ambientato a Sosaria. In Ultima Online, migliaia di giocatori interagiscono online.
UO avrebbe dovuto preparare la strada a due seguiti: Ultima Worlds Online: Origin (cancellato nel 2001) e Ultima X: Odyssey (cancellato nel 2004). Sono state comunque pubblicate molte espansioni per Ultima Online, aggiungendo nuove possibilità ed aree da esplorare. Si tratta di The Second Age, Renaissance, Third Dawn, Lord Blackthorn's Revenge, Age of Shadows, Samurai Empire, Mondain's Legacy e Kingdom Reborn, un remake che migliora il motore grafico del gioco.

### Altri giochi della serie
- Akalabeth: World of Doom (conosciuto anche come Ultima 0) (1980)
- Ultima: Escape from Mt. Drash (1983);  non considerato parte canonica della serie, poiché fu prodotto dalla Sierra On-Line senza alcuna autorizzazione di Garriott ed ha molto poco in comune con gli altri giochi della serie. È molto ricercato dai collezionisti per la sua estrema rarità.

#### Worlds of Ultima
Anche conosciuti come Ultima: Worlds of Adventures, si tratta di una serie parallela non ambientata a Britannia. Esistono due episodi, mentre un terzo, intitolato Arthurian Legends è stato annullato nel 1993.
- Worlds of Ultima: The Savage Empire (1990)
- Ultima Worlds of Adventures II: Martian Dreams (1991)

#### Ultima Underworld
- Ultima Underworld: The Stygian Abyss (1991)
- Ultima Underworld II: Labyrinth of Worlds (1992)

### Mai pubblicati
- Worlds of Ultima III: Arthurian Legends (annullato nel 1993)
- Ultima VIII: The Lost Vale (Expansion Pack, annullato nel 1994)
- Ultima Worlds Online: Origin (anche conosciuto come Ultima Online 2, annullato nel 2001)
- Ultima X: Odyssey (annullato nel 2004)

### Ultima su Console
I porting su console della serie di Ultima hanno circolato principalmente in Giappone dove questi giochi sono diventati dei best seller e sono stati accompagnati da molti altri prodotti come i manga basati sulla storia di Ultima.
In molti casi il sistema di gioco e la grafica sono cambiati profondamente.
- Ultima: Exodus (NES)
- Ultima: Quest of the Avatar (NES, Master System)
- Ultima: Warriors of Destiny (NES)
- Ultima: Runes of Virtue (Game Boy) — Titolo non canonico, caratterizzato dalla modalità di gioco basata sull'azione. L'antagonista principale è chiamato "Black Knight".
- Ultima: Runes of Virtue 2 (Game Boy, Super NES)
- Ultima VI: The False Prophet (SNES) — Modalità di gioco adattata all'uso del gamepad; altre modifiche includono una riduzione della violenza e alcuni tagli della trama.
- Ultima VII: The Black Gate (SNES) — Modalità di gioco adattata all'uso del gamepad; altre modifiche includono una riduzione della violenza e alcuni tagli della trama.
- Ultima: The Savage Empire (SNES) — Versione dotata di grafica migliorata, utilizza il motore grafico di Black Gate; uscito nel solo Giappone.
- Ultima Underworld: The Stygian Abyss (PlayStation) — Uscito nel solo Giappone.

### Personaggi principali e ricorrenti
- L'Avatar
- I compagni dell'Avatar
  - Dupre
  - Gwenno
  - Iolo
  - Jaana
  - Katrina
  - Shamino
- Batlin
- Lord Blackthorn
- Lord British
- Chuckles
- Exodus
- Guardian
- Mondain
- Minax
- Smith, il cavallo parlante di Iolo.
- Dr. Johann Schliemann Spector, più noto come Zipactriotl
- The Time Lord

## Media collegati

### Romanzi
- The Ultima Saga, by Lynn Abbey and Richard Garriott (Warner Books)
  - The Forge of Virtue (1991)
  - The Temper of Wisdom (1992)
- Ultima: The Technocrat War, by Austen Andrews (Pocket Books)
  - Machinations (2001)
  - Masquerade (2002)
  - Maelstrom (2002)

### Manga
- - Ultima: EXODUS No Kyoufu (Il Terrore di EXODUS)
  - Ultima: Quest of the Avatar
  - Ultima: Magincia no Metsubou (La caduta di Magincia)

## Ultima Dragons
Il sito internet "Ultima Dragons" è un grande fanclub di devoti alla saga di Ultima.  Alcuni membri sono stati onorati con la menzione in alcuni titoli di ultima, e la Dragon Edition di Ultima IX è stata chiamata così in loro onore.

## Progetti collegati
Molte comunità online di programmatori si dedicano a creare delle patch per i giochi della serie di Ultima per renderli compatibili con i moderni sistemi operativi, o a creare dei rifacimenti con motori di gioco più moderni. Eccone una lista molto parziale:

### Progetti di Aggiornamento
- Ultima Classics Revisited Archiviato il 7 agosto 2007 in Internet Archive. - An open-source, work-in-progress portable engine, currently covering Akalabeth (complete) and Ultima I (partial).
- u3project - An open-source, work-in-progress portable Ultima III engine.
- xu4 - An open-source, portable Ultima IV engine.
- nu5 - A planned open-source, portable Ultima V engine.
- Nuvie (website) - An open-source, work-in-progress portable Ultima VI engine (works with Savage Empire and Martian Dreams, too).
- Exult (website) - An open-source, portable Ultima VII: The Black Gate and Serpent Isle engine (works with the expansions as well).
- Pentagram (website) - An open-source, work-in-progress portable Ultima VIII engine (may later work with Crusader games, too).
- Underworld Adventures - An open-source, work-in-progress portable Ultima Underworld engine.
- The System Shock Hack Project - An open-source, work-in-progress portable Ultima Underworld (and System Shock) engine. Currently abandoned.

### Rifacimenti e nuovi giochi
- Ultima V: Lazarus - A remake of Ultima V fatto da programmatori volontari usando il motore Microsoft di Dungeon Siege. La versione finale del gioco, Ultima V: Lazarus 1.2, è uscita il 1º aprile del 2006. (website)
- The Ultima 6 Project - un remake di Ultima VI che usa anch'esso il motore di Dungeon Siege. La versione corrente del gioco (1.0.1) è uscita il 7 settembre del 2010.
- Titans of Ether Archiviato il 1º luglio 2006 in Internet Archive.unisce due lavori prima separati, entrambi basati sul motore di The Elder Scrolls' Morrowind. Ultima IX: Redemption è un tentativo di creare un gioco alternativo a Ultima IX: Ascension, scrivendo una nuova fine per la saga del Guardian. La produzione si trova circa a metà nell'Agosto 2006. Ultima X: The New King, un sequel di Ultima IX: Redemption, sarà creato in futuro dallo stesso team utilizzando il motore di gioco di The Elder Scrolls IV: Oblivion.
- EUO - Un MMORPG sullo stile di Ultima con grafica ed impostazione di gioco simile a Ultima V.